# Creation (2009)
Creation ist eine britische Filmbiografie über Charles Darwin aus dem Jahre 2009. Inszeniert wurde der Film von Jon Amiel. Der auf Randal Keynes’ Roman Annie's Box basierende Film verschmilzt historische Fakten mit Fiktivem.

## Handlung
Der britische Naturwissenschaftler Charles Darwin ist junger Vater, der in einem idyllischen englischen Dorf lebt. Er ist ein sensibler und intelligenter Mann, der ein sehr gutes Verhältnis zu seiner Tochter Annie hat. Sie ist zehn Jahre alt, sehr intelligent und interessiert. Charles bringt seiner Tochter die Grundlagen der Naturwissenschaft bei. Dabei erzählt er auch von seiner Theorie zur Evolution und seinen Reisen.
Darwins Tochter wiederholt die Gedanken ihres Vaters gegenüber einem Priester, der sie mit körperlicher Züchtigung bestraft. Darwin ist über dieses Verhalten empört, während seine Gattin Emma den Priester verteidigt. In den folgenden Predigten nimmt der Priester auf Darwin Bezug und spricht aggressiv über die christliche Idee der Schöpfung. Charles, der regelmäßig die Kirche besucht, fühlt sich dadurch attackiert.
Darwin arbeitet nach seiner Reise mit der HMS Beagle an der Zusammenfassung seines Werkes „Über die Entstehung der Arten“. Probleme bereiten ihm dabei, dass seine Frau Emma tiefreligiös ist und in seinen Gedanken einen Angriff auf die Religion sieht. Emma hat Angst um Charles‘ Seelenheil und dass er in der Hölle enden wird.
Annie erkrankt und stirbt früh. Zwischen Charles und Emma herrscht danach eine Entfremdung und auch das eheliche Liebesleben kommt zum Stillstand.
Nachdem Darwin sein Manuskript beendet hat, erfährt er Unterstützung durch Joseph Dalton Hooker und Thomas Henry Huxley. Huxley stellt zufrieden fest, dass Darwin Gott getötet habe.
Nachdem Darwin einen Brief von Alfred Russel Wallace im Jahre 1858 erhalten hat, wird ihm klar, dass dieser parallel zu ihm zu denselben Erkenntnissen gelangt ist. Durch den Zeitdruck und das Drängen seiner Freunde arbeitet Darwin an der Veröffentlichung seines Werkes. Die Trauer um die Tochter vereint das Ehepaar schließlich und Emma unterstützt Charles.
Schließlich stellt Charles das Werk „Über die Entstehung der Arten“ fertig und gibt es dem Postboten mit, damit er es an den Verleger schickt. Ohne zu ahnen, welches einflussreiches Werk er transportiert, zieht der Postbote weiter. Die Schlussszene zeigt Darwin mit der Gestalt seiner Tochter.

## Produktion
Creation basiert auf Annie's Box: Charles Darwin, His Daughter and Human Evolution. Dieses Buch war seinerzeit nach Auswertung von Notizen und Briefen Darwins geschrieben worden.

## Rezeption
Bei Rotten Tomatoes erhielt der Film zu 46 % positive Kritiken.
Der Kritiker Philip French schrieb im The Observer, dass der Film ein ehrliches Werk über Darwin und seine Theorien sei,.
Im Daily Telegraph schrieb Tim Robey, dass Bettany durch seine intelligente Darstellung dem Film Glanz verleihe. Nur die Szenen mit Vater und Tochter seien ein sentimentaler Fehlgriff.
Im Hollywood Reporter lobte Ray Bennett die Menschlichkeit des Films und seine tiefen Gedanken.